# 蘇霍利斯基
50°28′19″N 32°0′8″E / 50.47194°N 32.00222°E
蘇霍利斯基（烏克蘭語：Сухоліски），是烏克蘭的村落，位於該國北部切爾尼戈夫州，由普里盧基區負責管轄，始建於1600年，面積0.64平方公里，海拔高度124米，2001年人口201，人口密度每平方公里313.1人。